# Viola calderensis
Viola calderensis är en violväxtart som beskrevs av Wilhelm Becker. Viola calderensis ingår i släktet violer, och familjen violväxter. Inga underarter finns listade i Catalogue of Life.